# Wysoki Zamek. Wiersze młodzieńcze
Wysoki Zamek. Wiersze młodzieńcze – opowieść autobiograficzna Stanisława Lema oraz wybór wierszy młodzieńczych wydany po raz pierwszy w 1975 roku przez Wydawnictwo Literackie jako 20. pozycja serii „Dzieł wybranych” autora.  
Wszystkie wiersze były wcześniej drukowane w „Tygodniku Powszechnym” w 1948 r., a w tym tomiku po raz pierwszy opublikowano je drukiem zwartym. Później wznawiane były w tomach Lata czterdzieste. Dyktanda (Wydawnictwo Literackie) i Człowiek z Marsa. Opowiadania młodzieńcze. Wiersze (Agora).

## Spis utworów
- Wysoki Zamek – autobiografia, po raz pierwszy wydana przez Wyd. MON, 1966

- Wiersze młodzieńcze:
  - *** (Nie wiem, czy ręka ślepca...)
  - Beethoven, Symfonia piąta
  - List miłosny
  - Małe wiersze
  - Valse Triste
  - Z cyklu „Owady”
  - *** (W ścieżkach orlich...)
  - *** (Gołębie wpisywały...)
  - Cmentarz polny
  - Triolet
  - Piątką przez Kraków
  - Miłość